# Yandere Simulator
Yandere Simulator ist ein Stealth- und Actionspiel, das von dem US-amerikanischen Spiele-Entwickler YandereDev entwickelt wird. Im Mittelpunkt steht die Schülerin Ayano Aishi oder auch Yandere-chan – vom japanischen Begriff Yandere abgeleitet –, die alles daran setzt, ihre Rivalen von ihrem Schwarm fernzuhalten.
Während eine Demoversion des Spiels im Jahr 2020 veröffentlicht wurde, ist kein Erscheinungstermin des fertigen Spiels bekannt.

## Gameplay
Der Spieler steuert das japanische Schulmädchen Ayano Aishi, die sich in den Schüler Taro Yamada, welcher im Spiel Senpai genannt wird, verliebt hat. In einem Zeitraum von zehn Wochen beginnen andere Schülerinnen und Schüler von ihm zu schwärmen, was der Spieler zu verhindern versucht. Aufgrund Ayanos Charakterzüge als Yandere kann dies auf unterschiedlichste Wegen geschehen von Mord und vorgetäuschtem Suizid, über Erpressung oder Sabotage wie etwa Mobbing oder Verkuppeln. Bei einem Mord muss der Spieler alle Beweise – Blutspuren, Leiche, Kleidung, Tatwaffe – vernichten, da man ansonsten von der Polizei überführt wird. Inzwischen wurde eine Methode im Spiel hinzugefügt, die es dem Spieler ermöglicht, das Spiel zu beenden, ohne einen Konkurrenten ermorden zu müssen. Im fertigen Spiel soll es möglich sein, einen Rivalen so zu manipulieren, dass diese einen Mord begeht und verhaftet wird.
Im Verlauf des Spiels kann der Spieler die Hilfe einer Mitschülerin, die sich selbst Info-chan nennt, im Austausch gegen Höschenfotos in Anspruch nehmen. Dies reicht von dem Besorgen von Waffen über Pläne oder wichtigen Gegenständen. Des Weiteren muss der Spieler dafür sorgen, dass sie beim Ausführen krimineller Aktivitäten von ihren Mitschülern und Lehrern nicht erwischt wird oder sie Punktverluste erleidet, die ihren Ruf schädigen. Je schlechter der Ruf, desto weniger vertrauen die Schüler Ayano, was irgendwann zu einem Spielende führt.
Dem Spieler ist es möglich einem Schulclub beizutreiten oder zu lernen, was einen Aufstieg ihrer Basiswerte führt. Je höher die Werte, desto leichter gelangt sie an Waffen, desto weniger wird sie verdächtig und desto größer ist die Chance sich gegen einen Mitschüler oder einem Lehrer zur Wehr zu setzen. Am 31. März 2020 wurde in einem Video der Snap Mode vorgestellt. Dieser wird ausgelöst, wenn der Spieler ein Game-Over erzeugt. In diesem ist Yandere-chan unbesiegbar und kann sowohl Schüler als auch Lehrer ermorden. Der Snap Mode wird beendet sobald Yandere-chan Senpai umbringt und sich danach selbst tötet.

## Charaktere

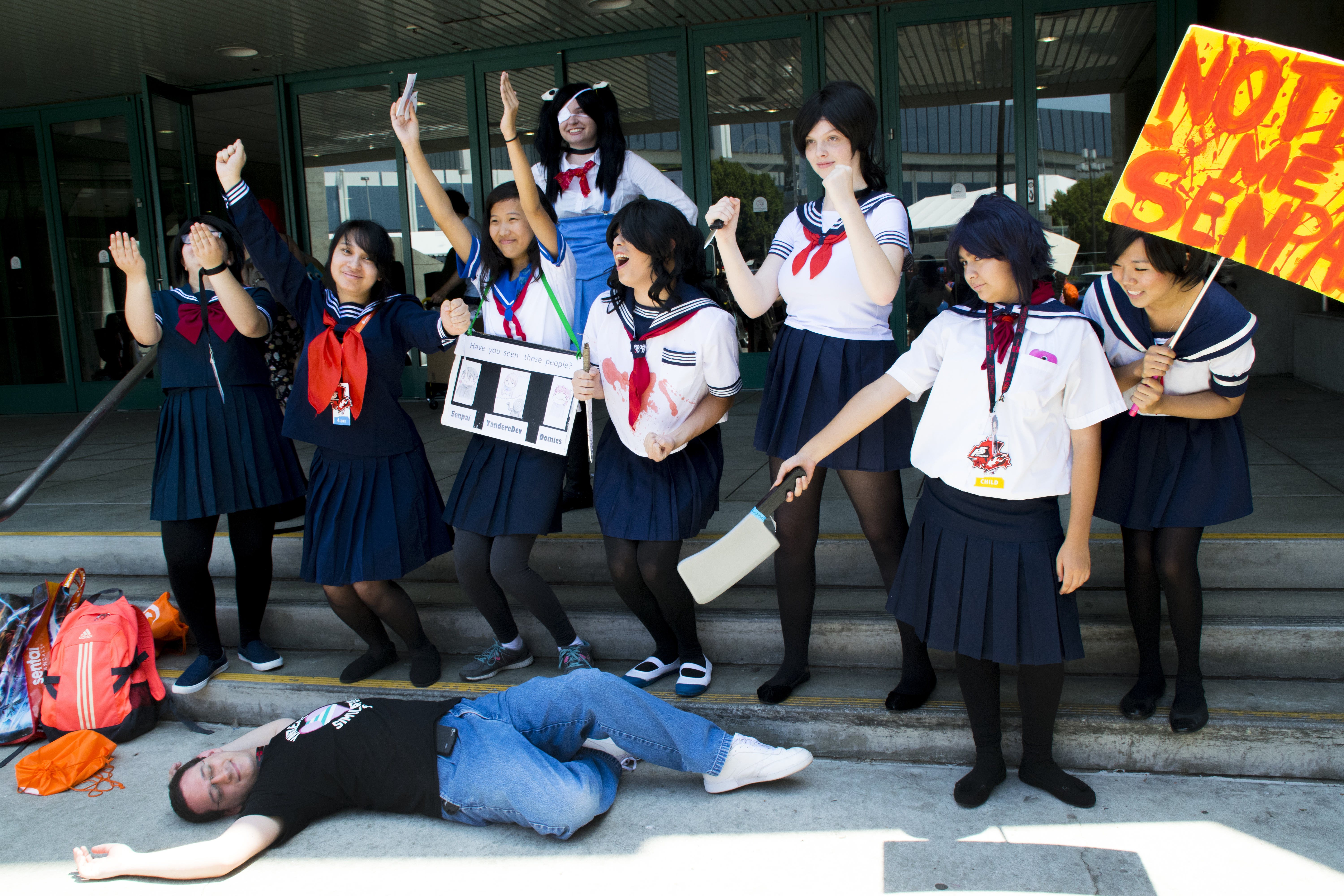
Diverse Cosplayerinnen verkleidet als Yandere-Simulator-Charaktere, 2016.

### Hauptcharaktere
Ayano Aishi
Ayano Aishi, auch bekannt als Yandere-chan, ist die Hauptprotagonistin im Yandere Simulator. Sie ist 17 Jahre alt und besucht die die Klasse 2.1 der Akademi High School. Sie ist in einen Mitschüler aus der Klasse 3.2 verliebt. Ayano war im größten Verlaufe ihres Lebens nicht in der Lage Emotionen zu fühlen oder Mitgefühl gegenüber ihren Mitmenschen zu zeigen. Als sie das erste Mal auf ihren Senpai traf, änderte sich dieser Charakterzug rapide und bildete eine obsessive Liebe zu ihm. Im Verlauf des Spiels soll geklärt werden, wie Ayano diese Persönlichkeit entwickeln konnte. Im derzeitigen Debug Build wird erklärt, dass ihre Mutter ähnliche charakterliche Züge hatte.
Senpai
Senpai ist 18 Jahre alt und besucht die Klasse 3.2 der Akademi High School. Im eigentlichen Spiel wird sein richtiger Name nie erwähnt. Es ist geplant, dass der Spieler den Namen sowie das Aussehen und Geschlecht selbst wählen kann. Er wird als Einzelgänger charakterisiert, welcher die Natur vor größeren Menschenmengen bevorzugt. Er ist ein fleißiger Schüler, welcher gute Noten schreibt. In der Testversion heißt er Taro Yamada, was das japanische Äquivalent zu Max Mustermann ist.
Info-chan
Info-chan ist eine Schülerin der Akademi High School und Gehilfin von Yandere-chan, welche sie mit wertvollen Informationen über ihre Rivalinnen und möglichen Vorgehensweisen zu deren Ausschaltung versorgt. Im Austausch gegen Panty-Shots hilft Info-chan außerdem mit wichtigen Gegenständen, wie Waffen aus. Es war geplant, dass Info-Chan die letzte Rivalin im Storymodus werden sollte, allerdings wurde diese Planung wieder verworfen.

### Rivalen
Die Rivalen des Spiels wurden in einem am 28. September 2015 auf Youtube veröffentlichten Video vorgestellt. Diese sind:
Osana Najimi
Osana ist eine Mitschülerin von Senpai und seit ihrer frühen Kindheit mit ihm befreundet. Sie ist ihm gegenüber streng, grob und leicht zu irritieren. Osana wird schnell wütend. Diese Charakterzüge hat sie entwickelt, aus Angst ihre wahren Gefühle gegenüber Senpai zu offenbaren. Sie ist einem Tsundere-Charakter nachempfunden.
Amai Odayaka
Amai ist eine Schülerin der Akademi High School und die Präsidentin des Kochclubs. Sie ist eine begnadete Köchin und ihr bereitet es Freude, wenn andere ihre Kochkunst zu schätzen wissen. Sie hat einen liebevollen Charakter und schafft es schnell, eine gute Beziehung zu Senpai aufzubauen.
Kizana Sunobu
Kizana ist die Präsidentin des Schauspielclubs (Dramaclub), deren Ziel es ist später einmal die bekannteste Schauspielerin der Welt zu werden. Sie hat ein arrogantes Wesen. Kizana ist der Auffassung, dass Senpai der ideale Kandidat für den Dramaclub wäre, sodass sie beginnt, sich mit ihm zu treffen.
Oka Ruto
Oka ist eine Klassenkameradin von Senpai und die Präsidentin des Okkultismus-Clubs. Sie glaubt, dass Geister, Dämonen und schwarze Magie wirklich existieren. Sie verliebt sich schnell in Senpai und ist der Meinung, das von ihm eine übernatürliche Aura ausgehe. Ihr Charakter wird von den meisten ihrer Mitschüler als unnatürlich und unheimlich interpretiert.
Asu Rito
Asu ist die Präsidentin des Sportclubs und einer der besten Sportlerinnen in der Region. Ihre Mitschüler prophezeien, dass sie in der Lage sei Gold bei den Olympischen Spielen zu gewinnen. Sie ist eine heitere und energische Person mit einer gelassenen Haltung.
Muja Kina
Muja ist eine Schulkrankenschwester, die in der sechsten Woche als Ersatz für die eigentliche Krankenschwester an die Schule wechselt. Sie versucht stets anderen Menschen zu helfen, wobei ihre Versuche meist größere Probleme verursachen. Sie ist ungeschickt, aber eine liebevolle und fürsorgliche Person.
Mida Rana
Mida ist eine Austauschlehrerin, die als Ersatz für eine erkrankte Kollegin an die Schule wechselt. Sie liebt ihre Arbeit über alles und hat es gerne, wenn sie die volle Aufmerksamkeit ihrer Schützlinge erhält. Mida hat einen verführerischen Charakter. Ihr Hobby ist das Verführen von Männern und bisher konnte niemand ihren Reizen widerstehen.
Osoro Shidesu
Osoro ist eine regelmäßige Schulschwänzerin. Über ihre Vergangenheit und ihre zukünftigen Ziele ist sehr wenig bekannt. Ihr Charakter ist aggressiv, weshalb die Schüler sie meiden. Osoro schafft es eine Beziehung zu Senpai aufzubauen, obwohl dieser sich üblicherweise von Schulschwänzern distanziert.
Hanako Yamada
Hanako ist die jüngere Schwester von Senpai und im Gegensatz zu den anderen Rivalen ist sie nicht daran interessiert ihn zu verführen. Sie ist von ihm abhängig und ist verärgert, wenn er ihr keine Aufmerksamkeit schenkt. Ihre Abhängigkeit von ihm wird deutlich, dass sie in der neunten Woche an seine Schüle wechselt. Sie hat Angst davor, dass ihr Bruder eine Beziehung mit einer Rivalin beginnt und sie in Vergessenheit gerät. Hanako versucht alles um eine Beziehung zu verhindern.
Megami Saiko
Megami ist die Erbin der Saiko Corporation, dem erfolgreichsten Geschäfts-Konglomerat in Japan. Sie ist sehr wohlhabend, klug und kann sich selbst verteidigen. Sie ist das populärste und schönste Mädchen der Schule und Präsidentin der Schülervertretung. Obwohl sie aus unbekannten Gründen neun Wochen in der Schule fehlt hat sie sämtlichen Lernstoff aufarbeiten. Sie nahm bis zu ihrem persönlichen Auftreten über Videochat am Unterricht und an Schülerversammlungen teil. Megami ist überzeugt, dass sich in der Schule eine gefährliche Person befindet und setzt alles daran ihre Mitschüler zu schützen, wie etwa durch das Installieren von Kameras und das Einstellen von Sicherheitskräften.

### Weitere Charaktere
Kocho Shuyona
Kocho Shuyona ist der Schulleiter der Akademi High School und hatte diese Position seit der Eröffnung der Schule im Jahr 1985 inne. Zu Beginn seiner Karriere war Shuyona ein optimistischer, heiterer und energischer Mann mit einer Hoffnung für die Zukunft. Allerdings änderte sich sein Charakter im Zuge seiner langen Tätigkeit als Schulrektor drastisch, sodass er ein zynischer, pessimistischer und weltmüder alter Mann wurde. Die Gründe für diese Charakterwandlung sind nicht bekannt.
Genka Konahito
Genka Konahito ist die Vertrauenslehrerin der Schule. Neben ihren Aufgaben Schülern bei Problemen zu helfen, diesen bei der Wahl der Colleges zu unterstützen oder für die berufliche Zukunft zu beraten ist sie auch für die Bestrafung von Schülern, die gegen die Schulordnung verstoßen verantwortlich. Wird der Spieler – der den Protagonisten steuert – von einem Lehrer bei einer Regelwidrigkeit erwischt, wird dieser auf direktem Wege zu ihr gebracht, wo er sich für sein Verhalten rechtfertigen muss. Sie hält sich strikt an die Schulordnung, ist aber auch bekannt ein Auge zuzudrücken sollte ein Schüler einen akzeptablen Grund für ihr Fehlverhalten haben. Der Spieler kann sich durch Lügen aus der Affäre ziehen, jedoch wird sie bei ständigen Verstößen misstrauisch und verweist den Spieler für eine bestimmte Zeit – abhängig von Schwere der Widrigkeit – von der Schule.
Redakteur
Der Redakteur war in den 80er-Jahren ein aufstrebender Untersuchungsjournalist, welcher sich schnell einen Namen in- und außerhalb Japans machen konnte. Im Jahr 1989 untersuchte er einen Mordfall und fand heraus wer der Täter war. Aufgrund des unnatürlichen Falles, in der eine Schülerin aus Liebe eine Klassenkameradin ermordete, beschlossen die Medien diesen Fall groß raus zu bringen, wodurch ein internationales Interesse an diesem Fall entstand. Die Mörderin schaffte es, das Gericht und den Rest der Welt zu täuschen, indem sie den Redakteur für ihre Anschuldigung aus Sensationsbessenheit verantwortlich machte. Das hatte zur Folge, dass sein Ruf zerstört und seine Karriere als Redakteur beendet war. Er verfiel in eine tiefe Depression und Alkoholsucht. Seitdem ist nichts mehr über ihn bekannt, sein genauer Aufenthaltsort ist unbekannt.
Ryoba Aishi
Ryoba Aishi ist die Mutter der Protagonistin Ayano Aishi und besuchte in den späten 80er-Jahren dieselbe Schule wie ihre Tochter. Sie ist eine heitere und freundliche Frau, die es augenscheinlich schafft mit jedem gut auszukommen. Allerdings scheint niemand genaueres über sie zu wissen, nicht einmal die direkten Nachbarn. Sie spricht nie über sich selbst und verrät nie viele Details über ihren Beruf. Allerdings ist sie bereit stundenlang über ihren Ehemann und ihre Liebe zu ihm zu reden.
Nemesis
Nemesis ist ein Charakter, der in der Haupthandlung des Spiels nicht in Erscheinung tritt. Sie ist nur im Missionsmodus anzutreffen. Nemesis ist eine Killerin, die es auf den Protagonisten, Yandere-chan, abgesehen hat. Es ist unmöglich, sie mit einem Frontalangriff zu überwältigen. Der Spieler kann Nemesis nur durch einen Hinterhaltsangriff erledigen. Sie ist in der Lage den zurückgelegten Weg des Protagonisten nachzuverfolgen und hört jeden gelaufenen Schritt. Je nach Schwierigkeitsgrad ist sie unverwundbar oder als eine Schülerin getarnt.

## Entwicklung
YandereDev arbeitete vor dem Beginn der Entwicklung des Yandere Simulator im Jahr 2014 drei Jahre lang in einer Computerspielfirma. Die Idee für den Yandere Simulator kam erstmals im April 2014 bei 4Chan. Aufgrund des positiven Feedbacks der 4Chan-Community beschloss er, das Spiel entwickeln zu wollen. Es ist ein soziales Stealth-Computerspiel, welches Anleihen aus der Hitman-Serie, aber auch aus den Simulationsspielen aufweist. Dabei ließ er sich von Animeserien wie Mirai Nikki und School Days inspirieren. Finanziert wird die Entwicklung des Spiels durch Crowdfunding auf der Plattform Patreon, welche laut einem Artikel im Vice, monatlich bis zu 3.700 US-Dollar freistellt.
In regelmäßigen Abständen veröffentlicht YandereDev Testversionen um Programmfehler ausfindig machen und beheben zu können. Derzeit befindet sich das Spiel im Debug Sandbox Built und weist drei Spielemöglichkeiten auf: Das reguläre Spiel, einen Sandkasten und Missionen. Ende 2015 war das Spiel zu zwölf Prozent fertiggestellt. Die Veröffentlichung des fertigen Spiels ist Anfang 2016 für einen Zeitraum im Jahr 2019 angekündigt worden.
Am 1. März 2017 gab YandereDev die Zusammenarbeit mit dem Publisher tinyBuild bekannt, die auch an der Entwicklung und Veröffentlichung von Spielen wie Hello Neighbor und Punch Club beteiligt waren. Zwischenzeitlich kündigte YandereDev die Beendigung der Zusammenarbeit an. Der Deal mit tinyBuild sah vor, das Spiel von einem professionellen Entwickler überarbeiten zu lassen, wobei YandereDev als leitender Designer und kreativer Direktor das letzte Wort über Arbeit an dem Spiel innehaben sollte. Nichtsdestotrotz wird eine Maßnahme zur Finanzierung der Kosten für die Entwicklung des Spiels notwendig sein. Geplant war, entweder eine Crowdfunding-Kampagne bei Kickstarter.com zu starten oder eine kostenpflichtige Alpha-Version des Spiels anzubieten, die den Käufern exklusives Zugriffsrecht auf Neuerungen und dem fertigen Spiel gewährt. YandereDev plant weiterhin mit freiwilligen Helfern zu arbeiten, die je nach Erfolg der Finanzierung ins offizielle Entwicklerteam integriert werden sollen.
Auch war zunächst geplant, dass es sich bei Yandere Simulator um ein Open-World-Spiel handeln solle. Dieses Konzept wurde allerdings verworfen, was der langen Entwicklungszeit geschuldet ist. Stattdessen wurde eine Einkaufsstraße programmiert, in der sämtliche Interaktionsmöglichkeiten integriert wurden, die in der Open-World-Version geplant waren.
Während der Produktion sah sich der Entwickler YandereDev des Öfteren mit Belästigungen und Schikanierungen konfrontiert, sodass sich die Arbeiten an dem Spiel aufgrund einer Depression des Entwicklers verzögerte. Ende August des Jahres 2020 gab der Entwickler YandereDev bekannt, die erste Rivalin im Spiel – Osana Najimi – komplett fertig entwickelt und eingebunden zu haben. Gleichzeitig wurde mit der Implementierung Osanas die offizielle Demo des Spiels herausgegeben. Der Entwickler erklärte in einem Video, dass er das Feedback seitens der Spieler abwarte und danach eine Crowdfunding-Kampagne plane um das Spiel mithilfe von professionellen Entwicklern fertig stellen zu können.
Im Oktober 2021 wurde der so genannte 1980s Mode vorgestellt, die eine Vorgeschichte erzählt und Ayanos Mutter Ryoba in den Vordergrund stellt. Der Entwickler sagte, dass der 1980s Mode entwickelt wurde um die verschiedensten Systeme des Hauptspiels zu testen. Gemeinsam mit der Veröffentlichung des 1980s Mode wurde eine neue Spielfunktion namens Snap Mode vorgestellt, die bei einem bestimmten schlechten Ende des Spiels freigeschaltet wird.

## Veröffentlichung
Im August des Jahres 2020 wurde die erste offizielle Demoversion des Spiels veröffentlicht, die die erste Rivalin Ayanos enthält.
Ein genaues Veröffentlichungsdatum des fertigen Spiels stand bis Ende Januar des Jahres 2024 nicht fest.

## Rezeption
Der Yandere Simulator erfreut sich einer stetig wachsenden Spielergemeinde. Während der Entwicklungsblog im Jahr 2014 ca. 180.000 Mal besucht wurde, stieg die Zahl im Jahr 2015 rapide auf 30 Millionen Besuche an. Ein Video des US-amerikanischen Youtubers Markiplier hatte dabei einen großen Anteil zu diesem Anstieg beigetragen. Laut dem Jahresreport von YandereDev kamen die meisten Besucher aus den Vereinigten Staaten, Mexiko und Brasilien. Des Weiteren verzeichnete der Blog Zuläufe aus Frankreich, Argentinien, Spanien, Chile, dem Vereinigten Königreich, Kanada und Thailand. Zum Ende des Jahres 2015 wurde der Debug Build annähernd fünf Millionen Mal heruntergeladen.

### Kontroversen
Am 22. Januar 2016 wurde bekannt, dass das Streamen des Spiels auf Twitch verboten wurde, da der Yandere Simulator gegen mehrere Regularien des Streamingportals verstoße. Der Entwickler des Spiels nahm wenige Stunden nach Bekanntwerden des Verbots Kontakt mit den Betreibern des Unternehmens auf. Allerdings erhielt er keine Antwort auf seine Benachrichtigung. Auch auf einen Kompromissvorschlags seitens des Entwicklers, prekäre Szenarien zu entschärfen wurde nicht berücksichtigt. Auf eine Nachfrage des Online-Spielemagazins Polygon verwies man auf die Richtlinien, dass Spiele mit destruktivem Verhalten, belästigenden, sexuellen oder blutigen Szenarien, ausnahmslos gesperrt werden. Im Falle des Yandere Simulator seien Stalking und brutale Szenarien beim Eliminieren des Rivalen für ein Verbot ausschlaggebend gewesen. In einer erneuerten schwarzen Liste der Plattform vom Dezember 2016 war der Titel ebenfalls vertreten, wodurch das Verbot weiterhin Bestand hat. Auf dieser Liste befinden sich hauptsächlich Spiele mit pornografischen oder gewalttätigen Inhalten wie BMX XXX oder Hatred. 11. Februar 2017 erhielt YandereDev, nach dreizehn Monaten Wartezeit, eine Antwort des Streamingportals in der die Begründung für das Verbot des Spiels bekundet wurde. Demnach seien Nacktszenen, sexuelle Gewalt, das Alter der Protagonisten und das Setting verantwortlich für die Sperre. Auch wenn diese größtenteils geändert wurden, hat Twitch eine Aufhebung des Streamingverbotes bis zur kompletten Fertigstellung ausgeschlossen. Twitch bot an, das Spiel nach dessen Fertigstellung erneut prüfen zu wollen, um es eventuell von der schwarzen Liste zu nehmen.
Bereits im April des Jahres 2015 erhielt das Spiel ein Aufführungsverbot. Die US-amerikanische Version der Videoplattform YouTube verbot das Spiel eine Zeit lang aufgrund der Tatsache Bilder von Unterwäsche anderer Schülerinnen zu schießen, welche dann In-Game als Bezahlung für hilfreiche Gegenstände eingetauscht werden können. Inzwischen wurde dieses Verbot gekippt und die Videos waren für volljährige Benutzer des Videodienstes wieder abrufbar.
Nachdem im September 2023 Grooming-Vorwürfe gegen Alex „YandereDev“ Mahan bekannt wurden, verließen mehrere Entwickler und Synchronsprecher, darunter auch Ayanos Sprecherin Michaela Laws das Projekt. Mahan selbst bezeichnete das als Beweis veröffentlichte Material als echt und entschuldigte sich für sein Verhalten, wobei er dieses gleichzeitig auch verteidigte.

### Kritik
Emanuel Maiberg vom deutschsprachigen Onlinemagazin Vice schrieb, dass der Yandere Simulator „voll von kranken, unheimlichen strategischen Möglichkeiten“ sei. Man könne ein Foto machen, um mehr über den jeweiligen Charakter zu erfahren, böse Gerüchte in die Welt zu setzen oder das Höschen für jede passende Situation zu wechseln. Yandere Simulator sei einzigartig, vor allem wegen seinem „verstörenden Gameplay.“ Er bezeichnete den Yandere Simulator als „ein Spiel über das Stalken, Mobben, über Entführung, Folter und das Töten von Schulkindern.“
Matthias Backer vom Computerportal CHIP Online beschreibt den Yandere Simulator im entferntesten Sinne als ein Stealth-Spiel, ähnlich wie die Hitman-Serie oder auch Wolfenstein. Da es sich bei den Antagonisten des Spiels jedoch nicht um Terroristen oder Nazis, sondern um Mitschülerinnen handeln, stoße das Spiel an ethische Grenzen. Aufgrund der teilweise realistischen Grafik und der vielen sexuellen Anspielungen trage der Yandere Simulator an einem moralisch faden Beigeschmack bei. Dabei orientiert sich das Spiel an die japanische Anime- und Manga-Kultur, welche im westeuropäischen Raum nach wie vor größtenteils tabuisiert wird. Allerdings mache gerade die ungewohnte Umgebung und das Setting den Reiz aus, um das Spiel zu spielen. Sören Wetterau von Spieletipps.de schreibt, dass der Entwickler bewusst viele Vorurteile und Klischees aus der Manga- und Animeszene aufgreife, wobei er die „Pantyshots“ und die Suche nach einem BH erwähnt.
Rohan Smith vom australischen Nachrichtenportal News.com.au beschreibt das Spiel als gestört und den Charakter als ein geistig zerrüttetes, von Eifersucht getriebenes Schulmädchen. Der Autor schreibt, dass das Spiel sehr viel Gewalt, unter anderem in Form von Stalking, Entführung und Folter enthalte. Dennoch verzeichne der Blog des Entwicklers eine stetig wachsende loyale Fangemeinde. Auch bezieht sich der Rezensent auf ein Interview zwischen dem Vice-Magazin und YandereDev. Auch das als rechtsextrem geltende Portal Breitbart News Network berichtete im März 2017 über den Yandere Simulator.

### In anderen Medien
Fans des Builds haben mit Yandere Simulator: The Prequel ein eigenes Spiel entwickelt, welches an die Originalversion angelehnt ist und zeitmäßig wenige Monate vor der Handlung des Yandere Simulator angesiedelt ist. Auch entstanden inzwischen mehrere Fan-Fictions, die vage auf dem Spiel basieren.
Inzwischen existiert eine Map der Schule sowie des Schulgeländes und dem Haus von Yandere-chan für das Spiel Minecraft. Das Spiel wurde inzwischen von bekannten Let’s-Playern auf Youtube gespielt, darunter PewDiePie und Markiplier.
Mit Yandere School erschien ein Free-to-play-Spiel für das Smartphone, welches vom Yandere Simulator inspiriert wurde. Als Halloween-Aktion des Spiele-Entwicklerstudios Panda Studios wurde Ayano Aishi oder auch Yandere-Chan in ihr veröffentlichtes Datingspiel Crush Crush integriert. In Crush Crush ist Ayano das siebte Mädchen, das der Protagonist im Spiel antrifft. Yandere-chan und Info-chan können im Adult-Game Project QT des Adult-Game-Verlegers Nutaku als spielbare Charaktere freigeschaltet werden. Im Adult-Browserspiel Strip Poker at the Inventory ist Ayano ein Charakter gegen die Strip-Poker gespielt werden kann.